# Sociedade Esportiva Nova Andradina
Sociedade Esportiva Nova Andradina é um clube brasileiro de futebol sediado na cidade de Nova Andradina, no estado de Mato Grosso do Sul.

## História
Fundado em 19 de maio de 1989, o time do Nova Andradina tem muita tradição no futebol de Mato Grosso do Sul. Subiu pela primeira vez para a Série A do estadual em 1991.
Em 1992, fez boa campanha e surpreendeu ao conquistar seu único título estadual profissional, vencendo na final o Operário. Apesar do título, não teve condições financeiras para disputar a Copa do Brasil do ano seguinte.
Jogou na elite estadual pela última vez em 2001. Apesar das tentativas de voltar, sendo a última em 2013, atualmente está licenciado do futebol profissional, porém com futuro promissor com a construção do novo estádio na Vila Olímpica de Nova Andradina. O estádio tem design moderno com drenagem e cobertura das arquibancadas principais e capacidade para 10.000 torcedores.

## Títulos

### Estaduais
- Campeonato Sul-Mato-Grossense: 1 (1992)[7]

### Categorias de base
- Campeonato Sul-Mato-Grossense Sub-20: 1 (2005)